# Castello di Altare
Il castello di Altare è stato un edificio difensivo di Altare nella provincia di Savona; fu proprietà della famiglia Del Carretto.

## Storia
Secondo alcune fonti la costruzione della fortificazione - che ebbe uno scopo più d'avvistamento che difensivo - avvenne in un periodo compreso tra l'XI e il XII secolo. Compreso nei domini feudali della famiglia Del Carretto, così come il borgo di Altare, ne seguì le sorti storiche sotto il marchesato del Monferrato.
Il castello verrà interessato tra il 1612 e il 1618 negli scontri che avvennero in loco tra i soldati di Savona e le truppe monferrine e dei Gonzaga di Mantova. Già devastata, la postazione sarà definitivamente distrutta tra il 1629 e il 1630 quale vendetta del marchese di Grana Felice Carretto contro il dominio dei Gonzaga.

## Descrizione
La struttura, ubicata in posizione semi elevata (424 m s.l.m.) su un colle a nordest dell'odierno abitato, è allo stato di rudere; era composta da una torre centrale e da tre ordini di mura ove la popolazione in caso di pericolo trovava rifugio e protezione.